# Lithodes turkayi
Lithodes turkayi is een tienpotigensoort uit de familie van de Lithodidae. De wetenschappelijke naam van de soort werd in 1988 voor het eerst geldig gepubliceerd door Enrique Macpherson.